# Renault R.S.19
O Renault R.S.19 é o carro construído pela Renault para a temporada de fórmula 1 de 2019, é pilotado por Daniel Ricciardo e Nico Hülkenberg.